# Dejan Radić
Dejan Radić est un joueur serbe de volley-ball né le 6 novembre 1984 à Bijeljina. Il mesure 2,01 m et joue au poste de central.

## Clubs
| Club                     | De        | À         |
| ------------------------ | --------- | --------- |
| Étoile rouge de Belgrade | 2004-2005 | 2005-2006 |
| Buducnost Podgorica      | 2006-2007 | 2008-2009 |
| Volley Asse-Lennik       | 2010-2011 | 2012-2013 |
| Vojvodina Novi Sad       | 2013-2014 | 2013-2014 |
| AS Cannes                | 2014-2015 | 2016-2017 |
| GFC Ajaccio              | 2017-2018 | 2019-2020 |
| Chênois Genève           | 2020-2021 | ...       |